# Sudare

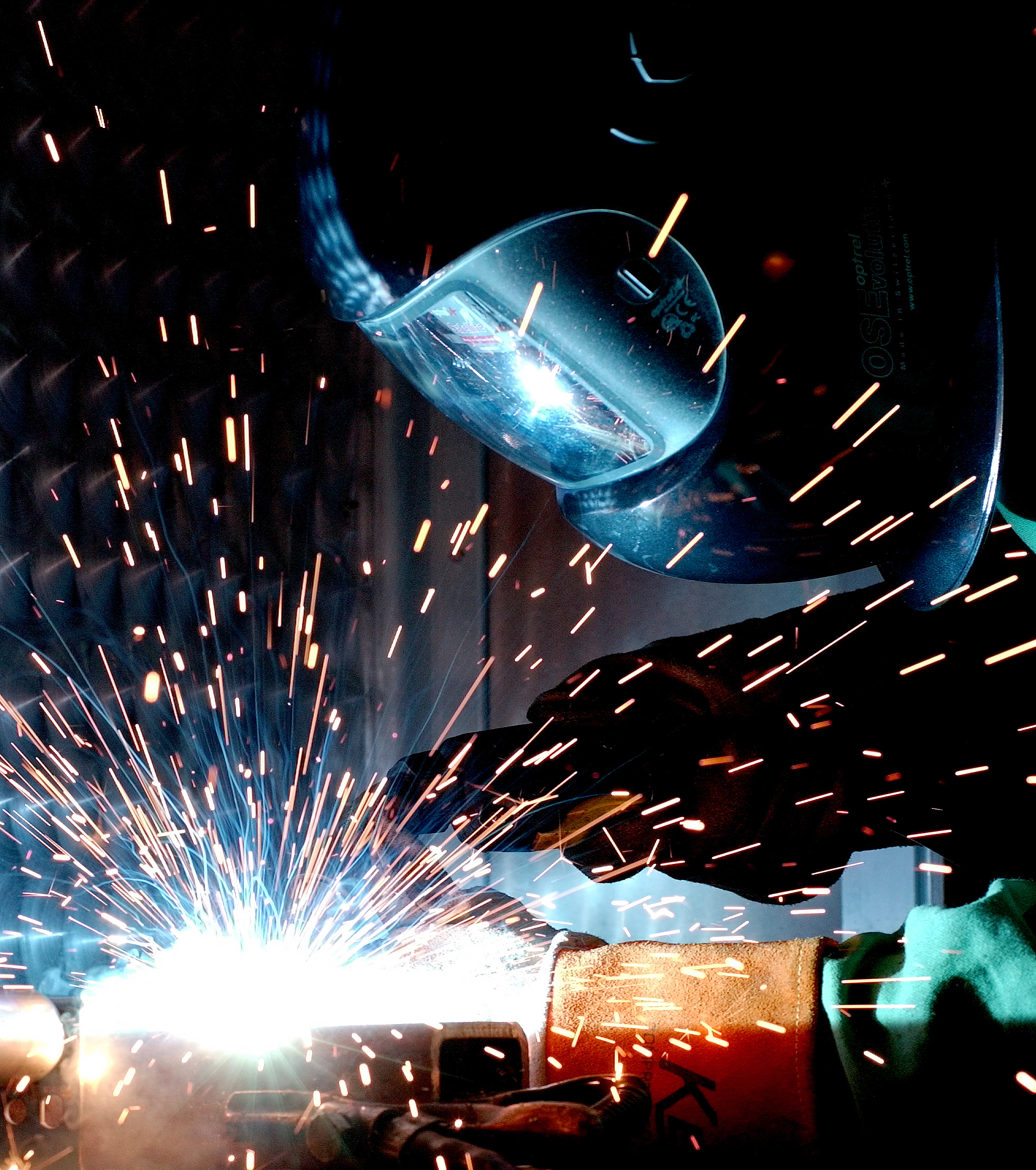
Sudare cu mască de protecție

Prin sudare se înțelege operația de îmbinare  a două obiecte, din materiale de obicei metalice sau termoplastice, prin topire, prin aplicarea presiunii, prin difuzie etc - cu sau fără ajutorul unor materiale de adaos.

## Generalități
Atunci când îmbinarea este realizată în urma schimbării de fază (topirii) a materialului, procesul se numește sudare prin topire. Sudării prin topire îi este specifică apariția unei zone denumite zona influențată termic (ZIT), în care pot apărea modificări microstructurale ce conduc la reducerea rezistenței produsului metalic sudat. Se recomandă ca această zonă să fie cât mai mică pentru a nu afecta proprietățile mecanice ale celor două materiale ce trebuie îmbinate prin sudare.
Îmbinarea este asigurată de cordonul de sudură, care este un volum de material solidificat care realizează continuitatea structurii cristaline a celor două materiale.
Sudarea este o asamblare nedemontabilă între două sau mai multe piese: prin încălzire, prin presiune sau prin șoc.
Avantajele sudării:
- - preț scăzut;
- - se pot realiza piese complexe;
- - nu necesită o pregătire foarte specializată;
- - se poate automatiza;
- - nu apar zgomote puternice;

Dezavantajele sudării:
- în zona carburatorului de sudură apar tensiuni interne care pot da naștere la fisuri;
- sunt necesare aparate de sudură;
- apar raze ultraviolete, care atacă corpul uman;
- verificarea aparatului de sudură se face cu aparate speciale;
- putem avea sudură de rezistență etanșabilă;

## Materiale utilizate la sudare
Materialele supuse procesului de sudare sunt materialul de bază (MB) și material de adaos (MA), care este opțional. 
De obicei materialul de adaos este prezent în operația de sudare doar atunci când rostul (spațiul dintre componente) care trebuie umplut este mare sau când materialele ce trebuie îmbinate nu sunt compatibile metalurgic. 
Trebuie astfel ales un material care să interacționeze (formeze soluții solide sau constituenți nefragili) atât cu un material, cât și cu celălalt material, astfel încât materialul de adaos să realizeze puntea de legătură între cele două materiale.
Materialul din care se confecționează electrodul (ME) este un alt factor important care afectează operația de sudare. Alegerea acestui material depinde de natura materialelor utilizate în proces și de caracteristicile pe care trebuie să le aibă cordonul sudat. Aceste caracteristici pot privi duritatea, tenacitatea, rezistența la coroziune șamd.

## Procedee de sudare

### Procedeul de sudare cu arc electric
Sudarea cu arc electric definește toate procedeele de sudare electrică prin topire (temperatură ridicată, presiune redusă), la care cordonul sudat se formează prin solidificarea comună a materialelor de bază și a materialului de adaos. Arcul electric se formează între materialul metalic de bază și un electrod metalic.

### Procedeul SEI (Sudarea cu Electrod Învelit)
Este de fapt procedeul tradițional de sudare și mai este întâlnit sub denumirea de sudare manuală electrică (SME). 
Sudarea efectivă este realizată cu ajutorul unei surse de tensiune/curent. Tensiunea acesteia este aplicată unui electrod. Piesa ce urmează să fie sudată este conectată la polul masă al sursei de tensiune.
Prin apropierea electrodului de piesa legată la masă, se închide circuitul electric prin intermediul unei scântei. Intensitatea curentului este reglabilă și este cea care determină cât de tare va fi pătruns materialul de sudat.
La acest procedeu materialul de adaos folosit este furnizat de către electrodul de sudare.
Sudarea cu electrod (inițial de cărbune) a fost îmbunătățită de Kjellberg în 1902 ajungându-se la sudarea cu electrod învelit.

### Procedeul de sudare automată sub strat de flux
Este o metodă automatizată de sudare prin energie electrică, la care învelișul pulverulent existent pe suprafața electrodului este înlocuit cu o substanță granulată fină, denumită flux, ce se depune înainte de trecerea electrodului pe suprafața materialului. Fluxul îndeplinește următoarele meniri: protejează baia de metal împotriva acțiunii oxigenului și azotului din aer; izolează termic arcul electric și baia de metal; absoarbe gazele nocive produse de arcul electric; stabilizează arcul electric.

### Procedeul MIG/MAG

Detalii

Este o îmbunătățire a procesului de sudare SEI. Cu toate că procesul de sudare este asemănător, totuși aparatele de sudare precum și pistoletul de sudare se deosebesc semnificativ.
Diferența majoră o constă introducerea de gaz protector la locul sudării, care înlocuiește învelișul electrodului. Gazul protector, cum reiese și din denumirea lui, are rolul de a proteja zona de sudare efectivă (arcul electric și baia metalică).
Deoarece majoritatea metalelor reacționează cu aerul formându-se oxizi, care deteriorează grav caracteristicile mecanice ale îmbinării, este necesar ca în imediata vecinătate a procesului de sudare să nu fie aer.
Acest lucru se realizează prin intermediul gazului protector. Acest gaz poate fi de două tipuri, MIG (Metal Inert Gas) sau MAG (Metal Activ Gas). Gazele inerte, de exemplu argonul, heliul sau amestecuri ale lor se folosesc la sudarea metalelor și aliajelor reactive cum sunt cuprul, aluminiul, titanul sau magneziul. Gazele active se folosesc la sudarea oțelurilor obișnuite, de construcții sau înalt aliate.
În cazul proceselor de sudare MIG/MAG electrodul folosit este așa-numita sârmă de sudură. Aceasta este împinsă în baie de către un sistem de avans. În vecinătatea băii, înainte de contactul mecanic ea trece printr-o diuză de curent, de la care preia energia electrică a sursei de curent necesară creării arcului și topirii materialului. Diuza de curent este poziționată în interiorul diuzei de gaz. Astfel prin orificiul dintre cele două diuze va curge gazul protector.
Tensiunea aplicată arcului electric este cu mici excepții continuă, cu formă de undă staționară sau pulsată.
Rata de depunere ajunge în aplicațiile industriale curente la 3 – 4 kg/h. 
O evoluție nouă a procedeului MIG-MAG este Procedeul MIG/MAG Tandem dezvoltat de firma CLOOS (Germania) care a introdus subprocedeul "MIG/MAG-TANDEM", ca pe o unealtă tehnologică de mare productivitate. Aceasta reprezintă o versiune flexibilă și performantă a procedeului de sudare MIG/MAG cu două arce, la care cele două sârme electrod sunt avansate pe direcții concurente, într-o baie topită comună.
Pentru a permite un transfer dirijat, cu un grad de stropire cât mai redus, cele două surse de sudare sunt sincronizate electronic. În același timp parametrii celor două surse pot fi reglați individual, astfel că e posibil să se sudeze de exemplu cu două diametre de sârmă, sau chiar cu două procedee diferite (normal și pulsat). Ca rezultat se pot obține cusături sudate având o calitate deosebită, rate mari de depunere și în același timp o stropire redusă, toate acestea la viteze de sudare care ating frecvent 3-4 m/min. La sudarea tablelor subțiri (2–3 mm), procesul TANDEM poate asigura chiar viteze de până la 6 m/min. La sudarea tablelor medii/groase se pot obține cote ale îmbinărilor de colț de până la 8 mm, dintr-o singură trecere. Rata de depunere, de până la 26 kg/h face din acest procedeu o alternativă foarte avantajoasă la sudarea sub flux(UP).
Alte variante ale procedeului MAG sunt dezvoltate realizării de cordoane de sudare pe materiale foarte subțiri, cu energie liniară redusă (Lincoln STT, Fronius CMT), în timp ce mai mulți furnizori de echipamente se adresează asigurării unei pătrunderi ridicate, productivități extreme cu o sârmă etc.

### Procedeul WIG (TIG)

Sudare WIG

(Wolfram Inert Gas) sau sudarea cu electrod nefuzibil în mediu de gaz inert este o altă variantă derivată din sudarea SEI.
La acest procedeu arcul arde între un electrod de wolfram și piesa care se sudează (de unde și denumirea Wolfram Inert Gas).
Acest electrod are doar rolul de electrod, și nu are un rol de material de adaos; ca atare se uzează foarte lent în comparație cu un electrod învelit. Prin procedeul WIG se realizează topirea celor două componente ce urmează a fi sudate. Eventual, în unele cazuri, este necesară folosirea unui material de adaos pentru a realiza o îmbinare cu geometrie și caracteristici mecanice mai bune.
Avantajul procedeului WIG este că poate fi folosit la majoritatea materialelor sudabile (oțeluri carbon și aliate, aluminiu, cupru, nichel și aliajele acestora). În unele cazuri deosebite se folosește la sudarea materialelor cu afinitate mare la gaze ca titanul, tantalul și zirconiul. Pentru a suda astfel de materiale este nevoie de un mediu inert, în care nu poate pătrunde aer (de exemplu o atmosfera controlată de argon) sau duze de gaz protector cu design special.

### Sudarea cu plasmă
Este o dezvoltare a procedeului WIG, destinată sudării mecanizate a materialelor extrem de subțiri (topire progresivă) sau groase, până la 8 mm (tehnica în gaură de cheie).

### Procedeul de sudare cu flacără oxiacetilenică (Autogen)
Este un procedeu de sudare care face parte din categoria procedeelor de sudare prin topire.
Sursa de căldură este o flacără oxi-gaz. Uzual, cele două gaze sunt acetilena și oxigenul. Acetilena este obținută din reacția a doi constituenți chimici: carbidul și apa și se poate produce in-situ, în generatoare, sau livrată în butelii. Acetilena este un material inflamabil, cu viteză ridicată de ardere. Pentru sudare se folosește flacăra primară (nucleul flăcării). Temperatura ridicată a flăcării este asigurată de arderea cu oxigen.

### Procedeul de sudare cu fascicul de electroni
Este un prodeceu de sudare prin topire la care sursa de energie este un fascicul de electroni.
Acesta se realizează prin descărcarea într-un spațiu vidat, denumit tun de electroni, a unei energii sub forma unui fascicul de electroni, comandată cu ajutorul unor lentile electromangnetice necesare pentru focalizarea și deplasarea fascicolului de electroni pe suprafața materialelor de sudat.

### Procedeul de sudare cu fascicul de fotoni
Denumit neștiințific Sudarea cu laser.

### Procedeele de sudare prin presiune
Sunt o familie de procedee de sudare la care activarea energetică a procesului de sudare este realizată preponderent prin aplicarea unor presiuni de contact ridicate.
Sudarea electrică prin presiune se poate realiza în puncte sau în linie.

### Sudarea electrică prin presiune în puncte
Unde îmbinarea sudată se realizează prin trecerea curentului între electrozi și piesele de sudat. Nucleul punctului sudat se formează la suprafața de separație dintre cele două (sau mai multe) materiale de sudat.
Sursa de putere poate fi unul sau mai multe transformatoare sau mai nou, invertoare. Strângerea electrozilor se poate face mecanic, pneumatic sau hidraulic. Prin acest procedeu se pot suda o gamă largă de materiale (table, sârme, etc.), de diferite tipuri de oțel sau neferoase. În funcție de tehnologie și dimensiunile produselor se proiectează (alege) mașina.

### Sudarea electrică prin presiune în linie
Îmbinarea sudată se realizează prin trecerea curentului între două role - electrod și piesele de sudat. Se formează o serie de nuclee (puncte) sudate care se pot suprapune (sudură etanșă) sau nu la suprafața de separație dintre cele două (sau mai multe) materiale de sudat.
Sursa de putere poate fi unul sau mai multe transformatoare sau mai nou, invertoare. Strângerea electrozilor se poate face mecanic, pneumatic sau hidraulic. Prin acest procedeu se pot suda o gamă largă de materiale (table, sârme, etc.), de diferite tipuri de oțel sau neferoase. În funcție de tehnologie și dimensiunile produselor se proiectează (alege) mașina.
Gama de echipamente se întinde de la clești de sudare portabili de putere mică 2 kVA si 11 kg până la mașini staționare de 630 kVA și sute de kilograme.